# Mario Aerts
Mario Aerts (Herentals, 31 de dezembro de 1974) é um ex-ciclista belga, profissional entre 1996 e 2011. Sua última equipe foi a Davitamon-Lotto, onde se integrou em 2005 depois de ter corrido pelas equipas Vlaanderen (1996-1997), Lotto-Mobistar (1998–2002) e Team Telekom (2002–2003). Competiu nos Jogos Olímpicos de Verão de 2008 em Pequim, terminando em sétimo lugar na prova de estrada individual.